# 流蘇 (裝飾)

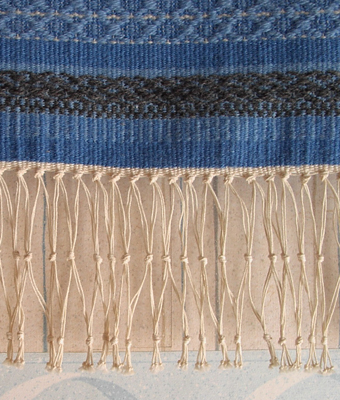
地毯上，用珍珠結編織出圖樣的流蘇

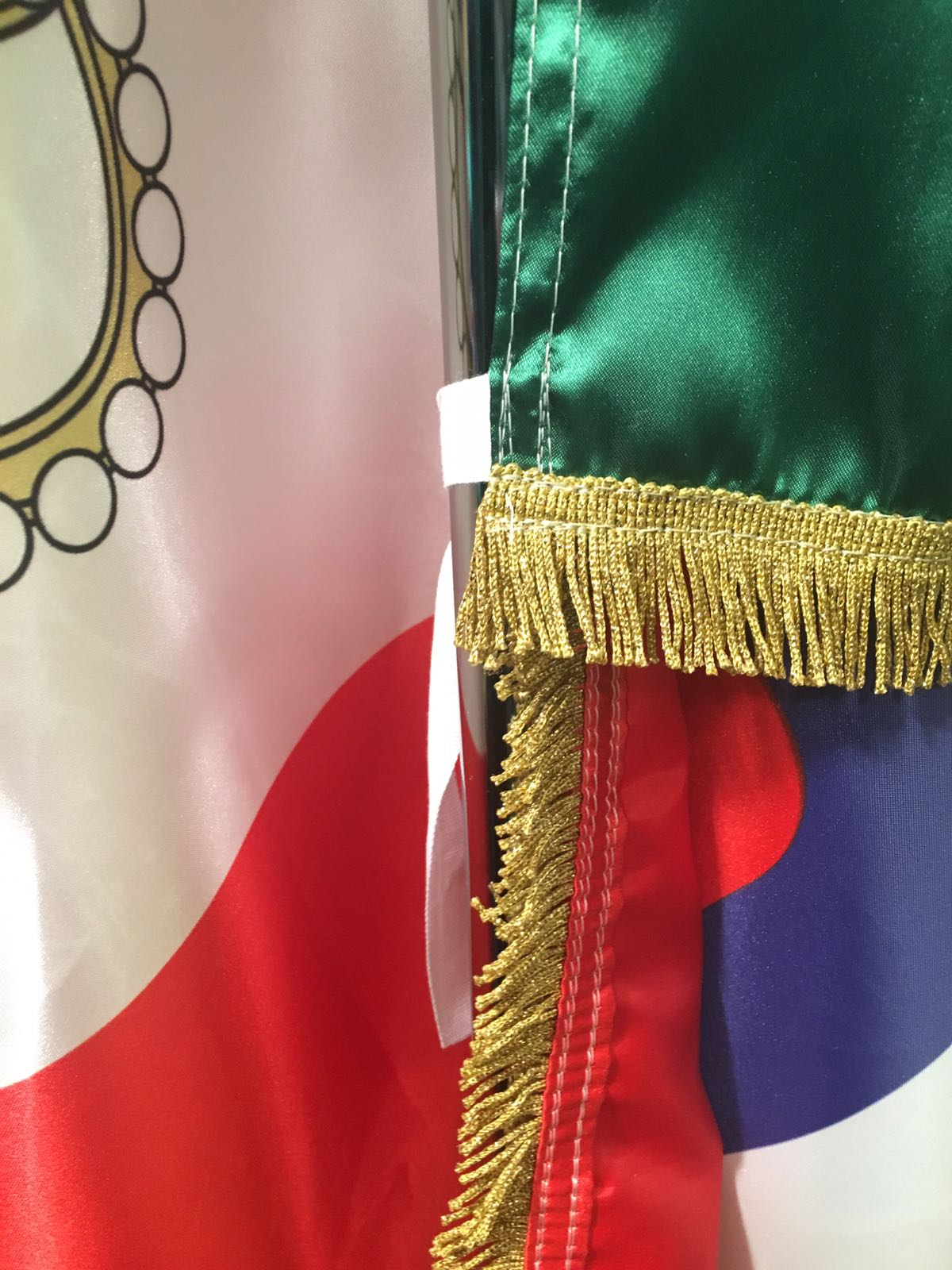
國旗上的金流蘇

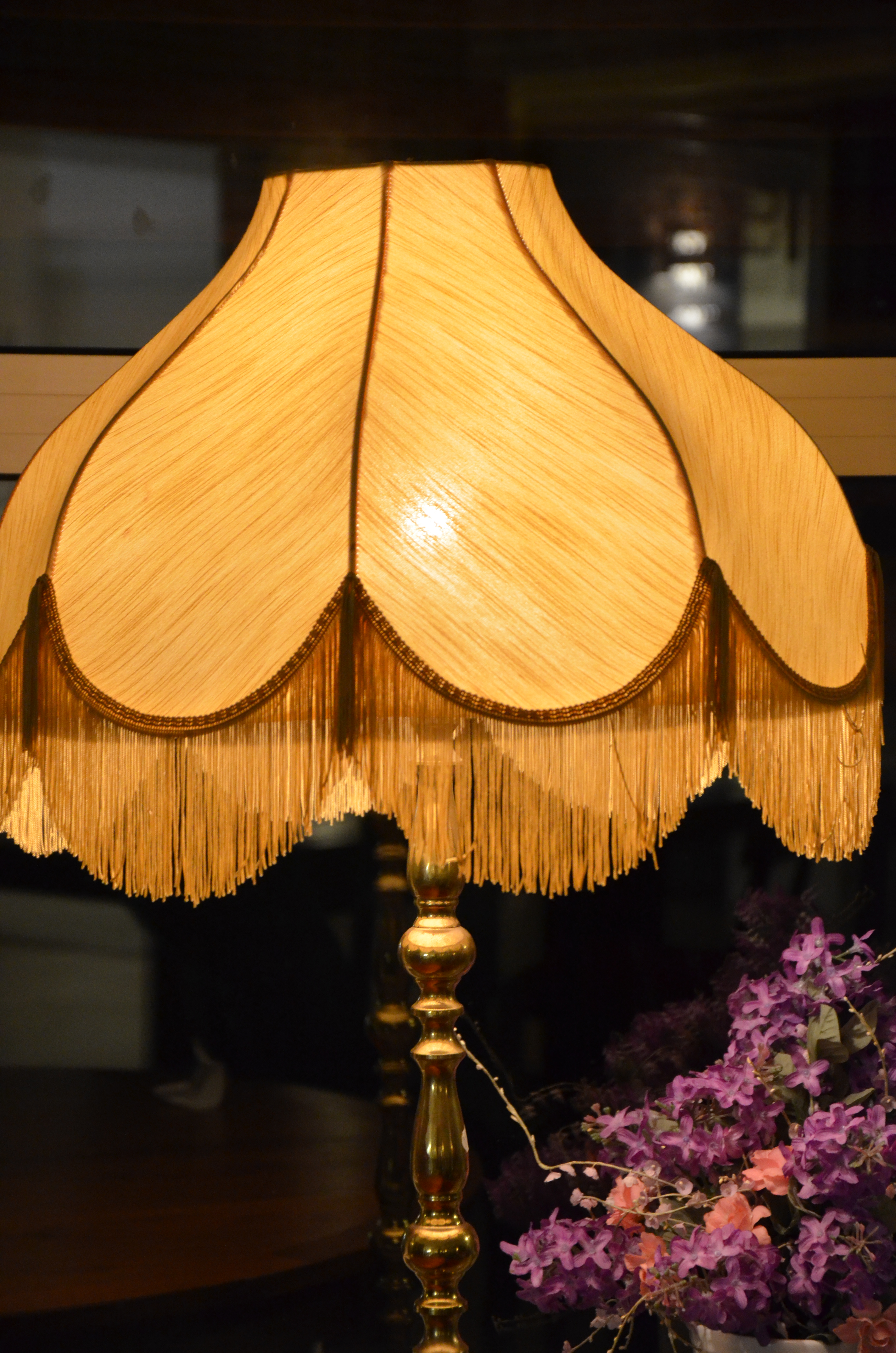
桌燈罩的流蘇

流蘇是一種由彩絲或羽毛做成的穗狀裝飾，常出現在服飾上裙襬末端、袖口、領口、肩章、披肩上。桌巾、窗簾、地毯、桌燈罩等家用布料之邊緣，以及橫幅布條、儀式旗幟上也常使用流蘇作為裝飾。